# Chrysophyllum inornatum
Chrysophyllum inornatum – gatunek drzew należących do rodziny sączyńcowatych. Występuje w Ameryce Południowej, w Brazylii.